# Melyrosoma abdominale
Melyrosoma abdominale é uma espécie de insetos coleópteros polífagos pertencente à família Melyridae.
A autoridade científica da espécie é Wollaston, tendo sido descrita no ano de 1857.
Trata-se de uma espécie presente no território português.